# Рагозин, Михаил Сергеевич
Михаил Сергеевич Рагозин (род. 3 октября 1991) — российский самбист и боец смешанных единоборств, победитель чемпионата России по панкратиону, двукратный бронзовый призер чемпионата России по ММА. В смешанных единоборствах провёл 19 поединков, из которых в 15 одержал победы. Обладатель пояса чемпиона международной организации WASO.

## Биография
Родился в Екатеринбурге в семье рабочих. В возрасте семи лет родители привели его впервые в секцию рукопашного боя.
Закончил Уральский федеральный университет факультет физической культуры, спорта и туризма по специальности «физическая культура».
С 18 до 21 года работал охранником, разносил газеты и журналы по офисам и параллельно тренировался.

## Любительская карьера
Победитель Первенств России по рукопашному бою, армейскому рукопашному бою и комплексному единоборству.
Двукратный бронзовый призер Чемпионата России по ММА и чемпион России по панкратиону.
Смешанными единоборствами начал заниматься в 2013 году после того, как Федор Емельяненко возглавил Союз ММА России.

## Профессиональная карьера
Дебютировал в 2015 году на клубном чемпионате Fight Nights Global по приглашению друзей из Оренбурга. За первый бой получил 10 000 рублей
После нескольких успешных поединков подписал соглашение с оренбургской командой «Боец». Позже команда была объединена со школой «Шторм» Александра Шлеменко, и Рагозин начал выступать за «Новый поток».
В 2018 году дебютировал в лиге RCC, которая проводит турниры в Екатеринбурге и Челябинске, и перешел в команду «Архангел Михаил». Тренируется в зале Академии единоборств РМК вместе с Петром Яном, Алексеем Кунченко, Иваном Штырковым и другими российскими спортсменами.
В этом же году впервые провел бой за пределами России. На чешском турнире он одержал победу над французом Принцем Аннулахом и завоевал титул чемпиона WASO.

## Статистика профессиональных боев
| Боёв 19  | Побед 15 | Поражений 4 |
| -------- | -------- | ----------- |
| Нокаутом | 5        | 1           |
| Сдачей   | 3        | 0           |
| Решением | 7        | 3           |

| Результат | Рекорд | Соперник               | Способ                        | Турнир                                  | Дата             | Раунд | Время | Место                | Примечание                                                |
| --------- | ------ | ---------------------- | ----------------------------- | --------------------------------------- | ---------------- | ----- | ----- | -------------------- | --------------------------------------------------------- |
| Победа    | 15-4   | Мэт Дуайер             | Единогласное решение          | RCC7: Russian Cagefighting Championship | 14 декабря 2019  | 3     | 5:00  | Екатеринбург, Россия | После боя Рагозину диагностировали травму глаза           |
| Поражение | 14-4   | Ясуби Эномото          | Раздельное решение            | RCC: Intro 5                            | 14 сентября 2019 | 3     | 5:00  | Екатеринбург, Россия | Главный бой                                               |
| Победа    | 14-3   | Леонардо Сильва        | Единогласное решение          | RCC: Intro 4                            | 8 мая 2019       | 3     | 5:00  | Екатеринбург, Россия | Главный бой вечера. Сильва вышел на замену Карлосу Вемолу |
| Победа    | 13-3   | Клебер Сильва          | Единогласное решение          | RCC5: Russian Cagefighting Championship | 15 декабря 2018  | 3     | 5:00  | Екатеринбург, Россия |                                                           |
| Победа    | 12-3   | Принц Ауналлах         | Удушающий приём (треугольник) | Night of Warriors 14                    | 10 ноября 2018   | 3     | 5:00  | Либерец, Чехия       | Главный бой. Бой за титул WASO в полутяжелом весе         |
| Поражение | 11-3   | Валерий Мясников       | Раздельное решение            | M-1 Challenge 94                        | 15 июня 2018     | 0     | 5:00  | Оренбург, Россия     |                                                           |
| Победа    | 11-2   | Уэлисон Карвальо       | Единогласное решение          | RCC2: Russian Cagefighting Championship | 5 мая 2016       | 5     | 5:00  | Екатеринбург, Россия | Реванш                                                    |
| Победа    | 10-2   | Кристиан М’Пумбу       | Единогласное решение          | RCC: Битва в клетке 2                   | 24 февраля 2018  | 3     | 5:00  | Челябинск, Россия    |                                                           |
| Победа    | 9-2    | Джозеф Хэнли           | Технический нокаут (удары)    | M-1 Challenge 86                        | 24 ноября 2017   | 3     | 4:59  | Назрань, Россия      | Соглавный бой                                             |
| Поражение | 8-2    | Брэндон Холси          | Единогласное решение          | M-1 Challenge 83                        | 23 сентября 2017 | 3     | 5:00  | Казань, Россия       |                                                           |
| Победа    | 8-1    | Алан Биспо             | Технический нокаут (удары)    | M-1 Challenge 78                        | 26 мая 2017      | 3     | 4:32  | Оренбург, Россия     |                                                           |
| Победа    | 7-1    | Данияр Зарулбеков      | Технический нокаут (удары)    | Titov Boxing Promotions                 | 18 ноября 2016   | 2     | 1:17  | Екатеринбург, Россия |                                                           |
| Поражение | 6-1    | Уэлисон Карвальо       | Технический нокаут (удары)    | Плотформа S-70                          | 21 августа 2016  | 1     | 1:09  | Сочи, Россия         |                                                           |
| Победа    | 6-0    | Сергей Сенгейм         | Технический нокаут (удары)    | Indastrial MMA                          | 12 июня 2016     | 3     | 5:00  | Чита, Россия         |                                                           |
| Победа    | 5-0    | Луиз Карлос Брито      | Технический нокаут (удары)    | Fight Nights Global 45                  | 22 апреля 2016   | 1     | 1:51  | Уфа, Россия          |                                                           |
| Победа    | 4-0    | Дональд Нжатах Нья     | Болевой прием (рычаг локтя)   | Scythian Gold 2015                      | 21 ноября 2015   | 2     | N\A   | Оренбург, Россия     |                                                           |
| Победа    | 3-0    | Довлетджан Ягшимурадов | Технический нокаут (удары)    | M-1 Challenge 61                        | 20 сентября 2015 | 2     | 2:00  | Назрань, Россия      |                                                           |
| Победа    | 2-0    | Артур Тулпалов         | Удушающий прием (треугольник) | Fight Nights Global 35                  | 2 апреля 2015    | 1     | 1:13  | Москва, Россия       |                                                           |
| Победа    | 1-0    | Шамиль Низамутдинов    | Болевой прием (рычаг локтя)   | Fight Nights Global 30                  | 5 марта 2015     | 1     | 4:57  | Москва, Россия       |                                                           |

## Семья
Женат. Супругу зовут Ульяна. Сын Максим